# 加耶方丹
加耶方丹（法語：Gaillefontaine，法語發音：[ɡajfɔ̃tɛn]）是法国滨海塞纳省的一个市镇，属于迪耶普区。

## 地名
“方丹”（fontaine）意为“泉”。法语地名通名在“枫丹白露”（Fontainebleau）等少数拥有传统译名的地名中译作“枫丹”，不过在《世界地名翻译大辞典》、《世界地名译名词典》和《法国地图册》等主流地名译名类书籍资料中多译作“方丹”。

## 地理
加耶方丹（49°39'13"N, 1°36'58"E）面积26.23 平方千米，位于法国诺曼底大区滨海塞纳省，该省份为法国北部沿海省份，其西部及北部濒大西洋英吉利海峡，东起顺时针与索姆省、瓦兹省、厄尔省和卡爾瓦多斯省接壤。
与加耶方丹接壤的市镇（或旧市镇、城区）包括：孔潘维尔、孔特维尔、克里基耶、格吕梅尼勒、欧库尔、隆梅尼勒、波姆勒、福尔日莱索。
加耶方丹的时区为UTC+01:00、UTC+02:00（夏令时）。

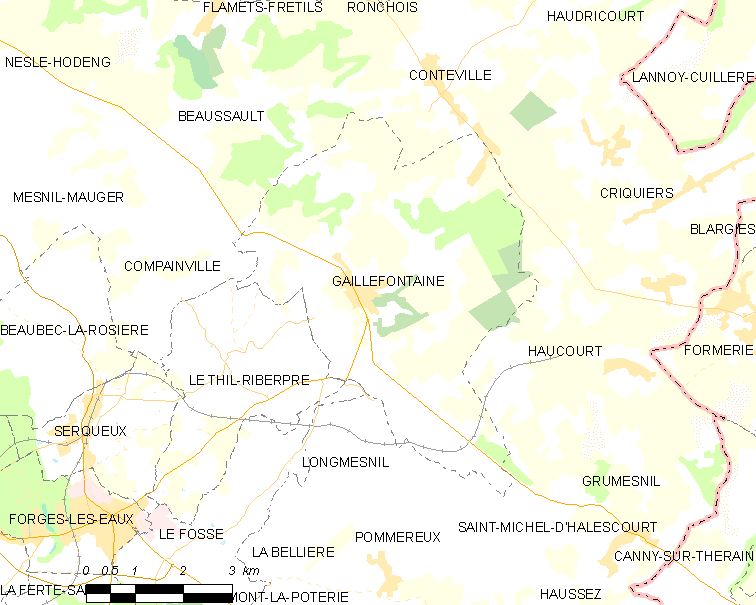
加耶方丹的OSM定位图

## 行政
加耶方丹的邮政编码为76870，INSEE市镇编码为76295。

## 政治
加耶方丹所属的省级选区为布赖地区古尔奈县。

## 人口

1962-2008年间加耶方丹人口变化图示

加耶方丹于2022年1月1日时的人口数量为1161人。